# Hemileius asiaticus
Hemileius asiaticus är en kvalsterart som först beskrevs av Yamamoto och Aoki 2000.  Hemileius asiaticus ingår i släktet Hemileius och familjen Hemileiidae. Inga underarter finns listade i Catalogue of Life.